# Giacomo Giovanni Biliverti
Giacomo Giovanni Biliverti (ook bekend als Jacques Bylivelt, Jacopo Biliverti en andere varianten) (Delft, 17 november 1550 – Florence, tussen januari en april 1603) was een Nederlands-Italiaans goudsmid.

## Leven en werk
Giacomo Giovanni Biliverti werd in de Nederlandse stad Delft in 1550 geboren als Jacob Janszoon Bijlevelt (naam later gewijzigd in Giacomo Giovanni Biliverti), als zoon van Jan Bijlevelt. Hij leerde de beginselen van het vak te Augsburg en in 1573 verruilde hij Nederland voor Italië om aan het Florentijnse hof te gaan werken. Biliverti maakte kroonjuwelen, waaronder de kroon van de hertog, en andere voorwerpen voor leden van het geslacht Medici. Hij was tevens hoofd van het Kabinet der edelgesteenten en hij beheerde de kunstverzameling van Ferdinando I de' Medici.
Hans von Aachen portretteerde Biliverti in 1585. Het schilderij is in bezit van het Suermondt-Ludwig-Museum in Aken.
Biliverti trouwde in 1576 met Fiammetta Mazzafiri. Een zoon van hen was Giovanni Biliverti, een bekend Italiaans kunstschilder. Giacomo Biliverti overleed in zijn werkplaats Florence in 1603.
- Biografisch Portaal: 02770724
- Gemeinsame Normdatei: 129053333
- International Standard Name Identifier: 0000 0000 1688 2133
- Nederlandse Thesaurus van Auteursnamen: 072895551
- RKD-Nederlands Instituut voor Kunstgeschiedenis: 253740
- Système universitaire de documentation: 169105024
- Union List of Artist Names: 500090170
- Virtual International Authority File: 55216090
- WorldCat: E39PBJqjYTxyxBWgGqkFGY7T73